# My House
My House is een nummer van de Amerikaanse rapper Flo Rida uit 2016. Het is de derde en laatste single van zijn gelijknamige vierde EP. Het nummer bevat een sample van de anti-Nixonsong "Impeach the President" van The Honey Drippers uit 1973.
"My House" werd grote hit in Noord-Amerika en Oceanië, en een bescheiden hit in Europa. In de Amerikaanse Billboard Hot 100 haalde het de 4e positie. In Nederland bleef het echter steken op een 2e positie in de Tipparade. Het nummer wist de Vlaamse Ultratop 50 wel te bereiken; daar haalde het een bescheiden 37e positie.